# Kongsberg Penguin
Il Kongsberg Penguin è un missile aria-superficie antinave di produzione norvegese. Molto usato dai reparti aviotrasportati delle marine occidentali, è impiegato anche dagli Stati Uniti con la designazione AGM-119 Penguin. La sua dimensione ridotta e la potenza ne permettono l'uso contro navi con corazzatura leggera da parte di elicotteri e piccoli aerei.
Il Penguin è un missile antinave prodotto per le esigenze di un Paese con troppe coste per garantire la funzionalità delle teste di ricerca radar attive, così è stato dotato di un sensore infrarosso sofisticato, capace di distinguere i contorni di una nave e di attaccarla senza emettere segnali radar. Gittata 20-60 km, lanciabile da navi, aerei ed elicotteri, ha una massa e prestazioni leggermente superiori a quelle del Marte ASM, con un migliore capacità distruttiva e di sopravvivenza grazie alla testata da 113 kg ed al sensore di ricerca passivo. Probabilmente è stato chiamato così per via delle sue lunghe ali, che ricordano le zampe di un pinguino. Un paradosso storico, visto che, se non fosse stata estinta, forse quel missile si chiamerebbe Alca, l'equivalente boreale del pinguino.
Verrà sostituito dal Naval Strike Missile.